# Carmine erőd
A Castello Carmine egyike Nápoly erődítményeinek. A Pedro Alvarez de Toledo spanyol alkirály idejében épült erődítmények részeként épült fel a 16. század közepén. A régi város délkeleti sarkát védte. Stratégiai fontosságú volt az 1799-es Parthenopéi Köztársaság idejében, amikor a felkelők innen védték a várost IV. Ferdinánd visszatérő katonáitól. A 20. század eleji városrendezésének következtében lebontották. Ma csak két torony és néhány rom tanúskodik az egykori várról.